# Monte Meru (Tanzania)
El monte Meru es un estratovolcán, ubicado en el cordón montañoso al este del Gran Valle del Rift, a 70 km al oeste del Kilimanjaro en Tanzania. Con una altura de 4.566 m s. n. m., es la segunda montaña más alta del país. 
Es un volcán activo y posee una caldera de 5 km de diámetro, formada hace 7.800 años, cuando el volcán habría colapsado, tras una gran explosión. La última erupción registrada del volcán ocurrió en 1910.
Una nueva erupción se pensó que había comenzado el 20 de septiembre de 2015, después de 105 años en silencio, en el cono que hay en la caldera. Imágenes adquiridas por el instrumento MODIS del satélite Aqua de la NASA, revelaron que las columnas divisadas en imágenes satelitales y desde aviones, en realidad procedían de incendios en la ladera del Monte Meru y no respondían a actividad volcánica.
Se suele aceptar que la primera ascensión ocurrió en 1904, y que fue realizada por Fritz Jäeger, sin embargo este hecho es discutido, pues se señala que Carl Uhlig, fue quien lo habría realizado en 1901.
El monte Meru es además, el eje topográfico del Parque nacional Arusha, establecido en 1967. En sus laderas, por encima de la sabana, crece un bosque que alberga una abundante vida silvestre, incluyendo cerca de 400 especies de aves, y también leopardos y monos.

## Galería

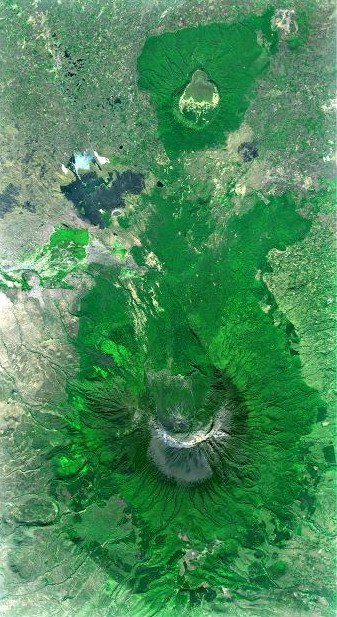
Vista del Monte Meru desde el espacio
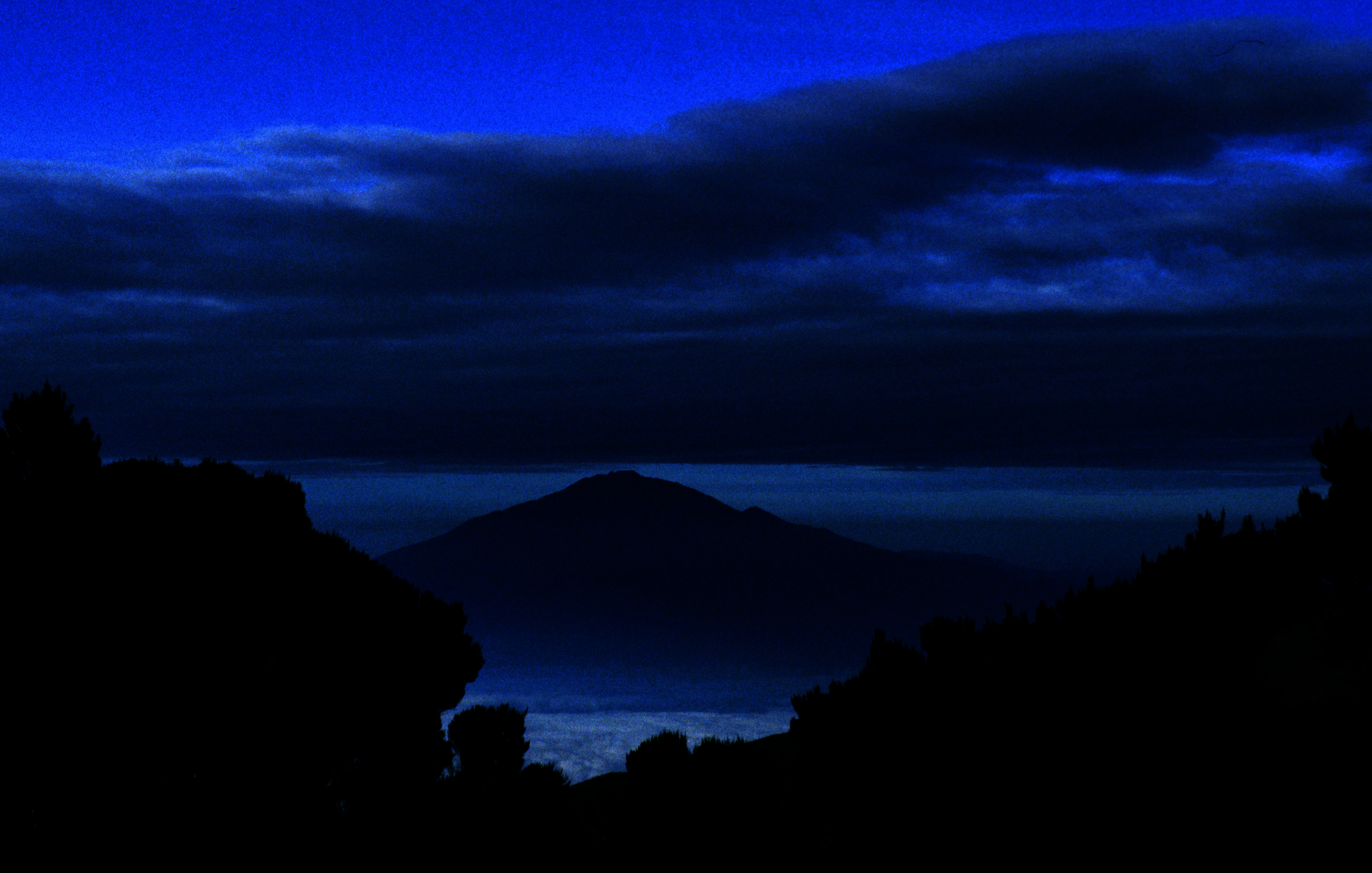
Vista del Monte Meru desde el Kilimanjaro

- Datos: Q309098
- Multimedia: Mount Meru / Q309098